# Lindern
Lindern là một đô thị ở huyện huyện Cloppenburg, trong bang Niedersachsen, nước Đức. Đô thị Lindern có diện tích 65,81 km². Đô thị này có cự ly khoảng 20 km về phía tây của Cloppenburg.